# Ophiothrix amphibola
Ophiothrix amphibola is een slangster uit de familie Ophiotrichidae.
De wetenschappelijke naam van de soort werd in 1939 gepubliceerd door Hubert Lyman Clark.